# Левадный, Александр Сидорович
Александр Сидорович Левадный (9 марта 1904, Котельва, Харьковская губерния — 24 мая 1978, Волгоград) — советский военачальник, полковник, командир 4-й гвардейской, 227-й и 311-й штурмовых авиационных дивизии.

## Биография
По национальности украинец. Полковник (23.03.1949). В Красной Армии с ноября 1925 года.
Окончил полковую школу 14-го кавалерийского полка 3-й Бессарабской кавалерийской дивизии имени Г. И. Котовского в г. Бердичеве (1926), Тверскую кавалерийскую школу им. Коминтерна (1931), 2-ю военную школу лётчиков им. ОСОАВИАХИМа СССР в г. Борисоглебске по курсу командиров звеньев (1934), курсы усовершенствования командиров и начальников штабов авиадивизий при Военной академии командного и штурманского состава ВВС Красной Армии (1945).
Был призван в РККА 5 ноября 1925 года и направлен в 14-й кавалерийский полк 3-й Бессарабской кавалерийской ордена Ленина Краснознамённой дивизии им. Г. И. Котовского Украинского военного округа в г. Бердичеве. После окончания полковой школы младшего начсостава с сентября 1926 года командовал отделением. С сентября 1928 года по март 1931 года учился в Тверской кавалерийской школе им. Коминтерна, по возвращении в дивизию командовал кавалерийским взводом и взводом полковой школы в 15-м кавалерийском полку. В марте 1933 года командирован во 2-ю военную школу лётчиков имени ОСОАВИАХИМа СССР в г. Борисоглебске, по окончании которой в декабре 1934 года назначен командиром звена в 9-ю военную школу лётчиков и летнабов в г. Харькове. С преобразованием школы в Харьковское военное авиационное училище лётчиков и летнабов в ноябре 1938 года назначен командиром отряда. В январе 1941 года капитан А. С. Левадный переведён на ту же должность в Павлоградскую военную авиашколу Одесского военного округа.
С началом Великой Отечественной войны в августе 1941 года убыл командиром эскадрильи в 1-ю школьную Мелитопольскую авиадивизию. С 12 августа 1941 года эскадрилья под его командованием в составе этой дивизии вступила в боевые действия на Южном фронта. Дивизия поддерживала войска Резервной армии в оборонительных боях на днепропетровском плацдарме, затем 6-й армии Южного фронта северо-западнее Днепропетровска и в районе Кривого Рога. С октября капитан А. С. Левадный командовал ночной эскадрильей в 21-м истребительном авиаполку 44-й истребительной авиадивизии и воевал с ней на Южном и Юго-Западном фронтах.
В ноябре переведён командиром эскадрильи в 685-й ночной бомбардировочный авиаполк ВВС 10-й армии Ставки ВГК. В начале декабря армия была сосредоточена юго-западнее Рязани и вошла затем в состав Западного фронта. В дальнейшем в её составе 685-й ночной бомбардировочный авиаполк участвовал в контрнаступлении под Москвой, в Тульской наступательной операции. В июне-июле 1942 года полк А. С. Левадного был переформирован в 685-й штурмовой и с 27 июня вошел в 212-ю штурмовую авиадивизию 3-й воздушной армии Калининского фронта. В её составе поддерживал войска фронта в оборонительной операции, затем участвовал в Ржевско-Сычёвской наступательной операции. 31 августа майор А. С. Левадный был допущен к исполнению должности командира этого полка. Участвовал с ним в Великолукской наступательной операции. 1 мая 1943 года за боевые отличия дивизия была преобразована в 4-ю гвардейскую штурмовую, а 685-й штурмовой авиаполк — в 91-й гвардейский. Летом и осенью 1943 года полк и дивизия в составе 5-го штурмового авиакорпуса 2-й воздушной армии Воронежского фронта (с 20 октября 1943 года — 1-й Украинский фронт) участвовали в Курской битве, освобождении Левобережной Украины и битве за Днепр, в освобождении городов Белгород, Харьков и Киев.
С 16 января 1944 года вступил во временное командование 4-й штурмовой авиационной Киевской дивизией. Её части под командованием Левадного А. С. успешно действовали в Проскуровско-Черновицкой наступательной операции, в ходе которой были освобождены города Староконстантинов, Проскуров, Каменец-Подольский, Тарнополь. В мае 1944 года переведён на должность командира 227-й штурмовой авиадивизии, входившей в состав 8-го штурмового авиакорпуса. В ходе Львовско-Сандомирской наступательной операции дивизия под его командованием отличилась при освобождении г. Зборов. Затем она в составе 2-й воздушной армии 1-го Украинского и 8-й воздушной армии 4-го Украинского фронтов принимала участие в Восточно-Карпатской наступательной операции.
В ноябре 1944 года направлен на курсы усовершенствования командиров и начальников штабов авиадивизий при Военной академии командного и штурманского состава ВВС Красной Армии. 3 мая 1945 года окончил их и был назначен заместителем командира 311-й штурмовой авиационной Молодеченской Краснознамённой дивизии 1-й воздушной армии Барановичского ВО (с февраля 1946 года в составе Белорусского военного округа) в г. Пружаны.
В апреле 1947 года переведён в Прибалтийский военный округ заместителем командира 211-й штурмовой авиадивизии в г. Митава. С апреля 1949 года исполнял должность помощника командира по лётной части 339-й штурмовой авиадивизии (бывшая 211-я) в составе 30-й воздушной армии в г. Елгава, с октября 1952 года — заместиитель командира этой дивизии. С марта 1954 года находился в заграничной командировке в должности старшего военного советника командира штурмовой авиадивизии Чехословацкой армии. По возвращении в СССР в мае 1956 года уволен в запас.

## Награды
Награждён орденом Ленина (15.11.1950), пятью орденами Красного Знамени (05.11.1941; 09.11.1941; 26.08.1942; 06.11.1945; 30.12.1956), орденом Суворова III степени (30.01.1944), медалями «За победу над Германией в Великой Отечественной войне 1941—1945 гг.» (09.05.1945), «За оборону Москвы» (15.11.1945), «За взятие Кёнигсберга» (09.06.1945) и другими.